# Premrl
Premrl je priimek več znanih Slovencev: (pisan tudi Premerl)
- Božidar Premrl (*1947), prevajalec, lektor, urednik; raziskovalec kulturne dediščine (kamnoseštvo in stavbarstvo Krasa oz. Primorske)
- Dušan Premrl (1937—2008), slikar, ilustrator in grafik
- Elza Premrl, violinistka
- Franc Premrl (1884—1948), skladatelj, organist in zborovodja
- Franc Premrl (1899—1988), rimskokatoliški duhovnik, prevajalec in pisatelj
- Helena Premrl, radijska urednica (Postojna)
- Janko Premrl (1897—1969), župnik pri Sv. Luciji 39 let, tolminski dekan
- Janko Premrl-Vojko (1920—1943), partizanski komandant in narodni heroj
- Klemen Premrl (*1973), športni plezalec
- Lojze Premrl (*1939), duhovnik, publicist, prevajalec
- Pavel Premrl, publicist, dr.
- Radoslava Premrl (1921—2010), kulturna delavka, žena kniževnika Borisa Pahorja
- Rafael Premrl (1906—1983), rimskokatoliški duhovnik, prof., narodni delavec
- Simona Premrl, konjeniška športnica
- Stanko Premrl (1880—1965), rimskokatoliški duhovnik, skladatelj in glasbeni pedagog
- Vid Premrl (*1941), duhovnik, pesnik

Premerl:
- Franc Premerl (1906—1990), kemik, red. prof. UL za organsko kemijo
- Lucia Premerl, slovensko-italijanska violinistka in operna pevka - sopranistka